# Erebia galvagnii
Erebia galvagnii är en fjärilsart som beskrevs av Hellweger. Erebia galvagnii ingår i släktet Erebia och familjen praktfjärilar. Inga underarter finns listade i Catalogue of Life.